# Гвинтівка Комблена
Гвинті́вка Комблена — бельгійська однозарядна гвинтівка, розроблена льєзьким зброярем Хубертом Комбленом і прийнята на озброєння Бельгійською національною гвардією в 1868 році (пізніше була прийнята на озброєння в бельгійській, чилійській та бразильській арміях).

## Історія
Унітарний паперовий патрон, який з'явився в середині 19 століття, відкрив надзвичайні можливості для подальшого розвитку і вдосконалення вогнепальної зброї: він давав змогу заряджати гвинтівки з казенника, що значно підвищувало темп стрільби. Але були в нього й вади: паперовий патрон не давав жодної обтюрації; в гільзі порох промокав; залишки паперу, які не згорали, забивали ствол. Звичайно, відразу подумали про металеву гільзу, але на той час сучасний екстрактор ще не був винайдений.
Наприкінці 1860-х років бельгійським військовикам було запропоновано декілька моделей казеннозарядних гвинтівок. Розробником однієї з них був Хуберт Комблен. Проте армійцям його гвинтівка не сподобалась, тому він запропонував її іншому бельгійському воєнізованому утворенню — Національній гвардії, яка прийняла її на озброєння в 1868 році. Проте гвардійці не поспішали переозброюватись. У той час Комблен удосконалив свій витвір, який більше сподобався гвардійцям, внаслідок чого бельгійські зброярні заводи дістали перше значне замовлення гвинтівок цього типу.
Удосконалена гвинтівка настільки поліпшилася, що в 1871 році бельгійська армійська комісія переглянула своє рішення і прийняла гвинтівку Комблена на озброєння. Незабаром ця гвинтівка почала експортуватися в країни Латинської Америки (Перу, Бразилія, Чилі), де зажила слави за часів Тихоокеанської війни.

## Механізм
Калібр гвинтівки — 11 мм, Клиновий затвор, важіль — нижній, він слугує одночасно і спусковою скобою. Ця спускова скоба в передній частині дещо збільшеного розміру: вставляючи в неї великий палець правої руки, стрілець відводить скобу вниз і вперед, при цьому затвор опускається вниз, гільза вилітає з гвинтівки, а при постановці важеля-скоби на місце затвор піднімається вгору, курок зводиться. Через це гвинтівка має дуже високий темп стрільби (як для свого часу) — 10 постр./хв. Спиця курка виступає із затвора назовні, завдяки чому курок при бажанні можна спустити плавно, поставити на запобіжний чи бойовий звід. Щоб витягнути затвор із замком зі ствольної коробки, потрібно відкрутити всього лиш один гвинт, який слугує віссю гойдання затвора.
Протирати й оглядати канал ствола можна з казенної частини, не розбираючи, а лише звичайно відкривши затвор. Механізми затвора і замка нескладні. Бойова пружина — пластинчаста. Сильний екстрактор, легкий хід і невеликі розміри затвора по довжині — головні переваги системи Комблена. Ложе розділене на дві частини: приклад і цівка. У цівці вміщується шомпол. Патрон центрального вогню, балістичні якості його близькі до патрона Маузера.